# Тетрипуро
Те́трипу́ро (в верхнем течении Алайоки, в среднем течении Салойоки; фин. Tetripuro) — ручей в России, протекает по территории Кааламского сельского поселения Сортавальского района Республики Карелия и муниципалитета Китеэ области Северная Карелия Республики Финляндия.
Длина ручья — 14 км. Ручей берёт начало из болота без названия и далее течёт преимущественно в юго-восточном направлении по заболоченной местности. Впадает в реку Тохмайоки.
Ручей в общей сложности имеет 14 притоков суммарной длиной 44 км.
Населённые пункты на ручье отсутствуют.
Название ручья переводится с финского языка как «тетеревиный ручей».
Код объекта в государственном водном реестре — 01040300212202000010815.